# 루바어
루바어(Luba) 또는 치루바어(Tshiluba, Ciluba)는 콩고민주공화국 남중부의 카사이 지역에서 쓰이는 반투어군(Zone L)의 언어다. 명확한 지칭을 위해 루바-카사이어(Luba-Kasai)라고도 한다.
1991년 추산 기준으로 630만 명의 화자가 있다. 콩고민주공화국 영내에서는 특히 동카사이 지역과 서카사이 지역에서 쓰이는데, 동카사이에서는 루바족이, 서카사이에서는 룰루아족(Lulua)이 주요 화자 집단이다. 때문에 루바-룰루아어라고도 한다. 이름이 같은 루바-카탕가어(Luba-Katanga, Kiluba)와는 별개의 언어로서 구분되어야 한다.